# Pop (ville)
Pour les articles homonymes, voir Pop et PAP.
Pop (en ouzbek : Pop / Поп ; appelée aussi Pap en russe) est une ville de la province de Namangan, en Ouzbékistan.
Sa population est estimée à 23 600 habitants en 2005.

## Histoire
Il existe un musée archéologique.